# Malcoa-de-barriga-castanha
Malcoa-de-barriga-castanha (Phaenicophaeus sumatranus) é uma espécie de ave da família Cuculidae. Pode ser encontrada nos seguintes países: Brunei, Indonésia, Malásia, Myanmar, Singapura e Tailândia. Os seus habitats naturais são: florestas subtropicais ou tropicais húmidas de baixa altitude, florestas de mangal tropicais ou subtropicais e pântanos subtropicais ou tropicais. Está ameaçada por perda de habitat.